# Distretto di Abadla
Il distretto di Abadla è un distretto della provincia di Béchar, in Algeria, con capoluogo Abadla.